# آندره روزولت
آندره روزولت (انگلیسی: André Roosevelt; ۲۴ آوریل ۱۸۷۹ – ۲۱ ژوئیهٔ ۱۹۶۲) بازیکن راگبی ۱۵ نفره، و تهیه‌کننده فیلم اهل فرانسه بود.